# Cadillac Tower
Pour les articles homonymes, voir Cadillac.
La Cadillac Tower est un gratte-ciel de Détroit dans le Michigan aux États-Unis. Elle est inscrite au Registre national des lieux historiques dès le 18 octobre 1984.

## Histoire
Conçu par le cabinet d'architecture Bonnah & Chaffee, le bâtiment fut construit à partir de 1926 et fut inauguré en 1927 sous le nom de Barlum Tower d'après John J. Barlum, qui finança sa construction. Barlum était le président de la Barlum Realty Co. et de la New Cadillac Development Co. et était devenu riche grâce à l'entreprise d'emballages de viande de son père. La tour était alors le premier bâtiment à dépasser les 40 étages hors des villes de New York et Chicago.
Entre 1994 et 2000, une façade du gratte-ciel abrita une fresque de 14 étages de haut de Barry Sanders, célèbre joueur de football américain des Lions de Détroit. Ce mural fut remplacé par un du joueur de hockey sur glace Steve Yzerman, étoile des Red Wings de Détroit. La façade accueille aujourd'hui un panneau publicitaire du casino MGM Grand Detroit présentant un lion.
En janvier 2008, la ville de Détroit et le groupe propriétaire de la Cadillac Tower, la Northern Group, Inc., annoncèrent les plans pour le Cadillac Center, un complexe résidentiel, commercial et dédié au divertissement qui aurait dû être construit à côté du gratte-ciel. Conçu par l'architecte Anthony Caradonna, ce projet fut ensuite définitivement abandonné.

## Description
Le bâtiment se situe au 65 de Cadillac Square dans la downtown de Détroit, près du Renaissance Center.
Le gratte-ciel, qui présent un style néogothique, a une hauteur de 133 mètres (172 mètres si on considère l'antenne sommitale) et 40 niveaux plus deux sous-sols. La façade présent un revêtement de briques et terre cuite.
Le bâtiment abrite le département de planification et dévéloppement de la ville de Détroit ainsi que son département des loisirs. L'antenne sommitale est utilisée par les stations de radio locaux WMXD et WLLZ et par la station TV WLPC-CD.